# Bibliographie der Schweizergeschichte
Die Bibliographie der Schweizergeschichte (BSG) (französisch Bibliographie de l’histoire suisse (BHS), italienisch Bibliografìa della storia svizzera (BSS)) ist eine Bibliographie für die Geschichte der Schweiz von der Urzeit bis zur Gegenwart. Sie wird erstellt von der Schweizerischen Nationalbibliothek. 

## Inhalt
Die Bibliographie verzeichnet sowohl selbständige Literatur (Bücher und Broschüren) als auch unselbständige Literatur (Aufsätze aus in- und ausländischen Zeitschriften oder Sammelbänden). Berücksichtigt werden Verlagspublikationen ebenso wie graue Literatur. Neben wissenschaftlichen werden auch populärwissenschaftliche Publikationen ausgewertet sowie unpublizierte Lizentiats- und Masterarbeiten.
Gegenstand sind neben der allgemeinen Schweizergeschichte auch historische Hilfswissenschaften, Kantons-, Regional- und Ortsgeschichte, Kirchen-, Rechts-, Kultur-, Wirtschafts- und Sozialgeschichte.

## Geschichte
Die Bibliographie der Schweizergeschichte existiert seit 1913. Sie wurde zunächst von der Allgemeinen Geschichtforschenden Gesellschaft der Schweiz herausgegeben (der Vorgängerin der Schweizerischen Gesellschaft für Geschichte). Seit dem Berichtsjahr 1958 ist die Schweizerische Nationalbibliothek Herausgeberin.

## Erscheinungsweise
Heute ist die Bibliographie der Schweizergeschichte eine Datenbank, die laufend aktualisiert wird. Bis Berichtsjahr 2007 wurde die Bibliographie gedruckt, ab Berichtsjahr 2008 ist sie nur noch als PDF (jährlich erscheinend) verfügbar. 
In der Datenbank sind die bibliographischen Einträge ab Berichtsjahr 1975 enthalten. Die Berichtsjahre 1913 bis 1974 liegen digitalisiert vor.